# Union (예스의 음반)
| 전문가 평가                   | 전문가 평가 |
| 평가 점수                     | 평가 점수   |
| 출처                          | 점수        |
| ----------------------------- | ----------- |
| AllMusic                      | [ 1 ]       |
| Entertainment Weekly          | D+          |
| Rolling Stone                 | [ 3 ]       |
| The Rolling Stone Album Guide | [ 4 ]       |

《Union》은 1991년 4월 30일, 아리스타 레코드에 의해 발매된 영국의 프로그레시브 록 밴드 예스의 열세 번째 스튜디오 음반이다. 제작은 예스의 이전 및 현재 멤버들이 포함된 앤더슨 브루포드 웨이크먼 하우(ABWH), 보컬리스트 존 앤더슨, 드러머 빌 브루포드, 키보디스트 릭 웨이크먼 및 기타리스트 스티브 하우로 구성된 두 밴드의 합병 이후 시작되었다. 당시 베이시스트이자 보컬리스트인 크리스 스콰이어, 기타리스트이자 보컬리스트 트레버 라빈, 키보디스트 토니 케이 및 드러머 앨런 화이트로 구성되었다. 8명의 뮤지션이 아리스타와 계약을 체결하고 두 그룹의 미완성 트랙을 조합하여 《Union》으로 선정되었다. 이 음반의 세션은 처음부터 문제가 많았는데, 두 밴드의 "합병"에 대한 일부 음악가들 간의 의견 불일치, 녹음 과정에서 긴장된 관계, 그리고 앤더슨과 프로듀서 조나단 엘리아스의 제작진이 세션 음악가들을 불러와 웨이크먼과 하우가 원래 완성한 부분을 다시 녹음하기로 결정한 것 등이다.

## 배경
1983년, 예스는 가수 존 앤더슨이 베이시스트 크리스 스콰이어와 드러머 앨런 화이트와 함께 기타리스트/가수/작곡가 트레버 라빈과 함께 새로운 소재를 작업하는 것으로 개혁했다. 오리지널 예스 키보디스트 토니 케이는 그 그룹을 정리했고, 다섯 명은 앳코 레코드에서 그 그룹의 가장 상업적으로 성공적인 음반인 《90125》 (1983년)와 《Big Generator》 (1987년)를 녹음했다. 1988년 앤더슨은 예스를 떠나 베이스 기타로 전 예스 멤버 빌 브루포드, 릭 웨이크먼, 스티브 하우 및 브루포드의 전 킹 크림슨 밴드 동료 토니 레빈과 함께 그룹인 앤더슨 브루포드 웨이크먼 하우(ABWH)를 결성했다. ABWH는 1989년 아리스타 레코드를 위해 그들의 자작 음반을 발표했고 월드 투어로 그것을 지원했다. 이 시기 동안, 남은 네 명의 예스 멤버들은 전 예스 프로듀서 에디 오포드와 함께 곡을 쓰기 시작했고 슈퍼트램프 보컬리스트 로저 호손과 월드 트레이드의 빌리 셔우드를 포함한 새로운 리드 싱어를 위한 오디션을 열었다. 셔우드는 예스와 함께 오랜 협력자가 되었는데, 처음에는 라이브 음악가이자 프로듀서로 일했고 2015년 스콰이어의 사망 이후 그들의 전임 베이시스트가 되었다.

## 커버 아트
로저 딘은 음반의 아트 디자인을 위해 고용되었다. 《Big Generator》가 발표된 후, 딘은 필 카슨으로부터 새로운 밴드 로고를 디자인해달라는 요청을 받고 사각형 디자인을 생각해 냈지만, 앤더슨이 ABWH를 결성했기 때문에 사용되지 않았습니다. 《Union》에 관한 한, 딘은 1972년 자신이 디자인한 예스 로고를 사용하기로 결정했고, 모서리와 이어지는 《Yesyears》 커버에 사각형 디자인이 등장했다.

## 곡 목록
| #   | 제목                                                           | 작사·작곡                                        | 재생 시간 |
| --- | -------------------------------------------------------------- | ------------------------------------------------ | --------- |
| 1.  | 〈I Would Have Waited Forever〉                                | 존 앤더슨, 스티브 하우, 조나단 엘리아스          | 6:32      |
| 2.  | 〈Shock to the System〉                                        | 앤더슨, 하우, 엘리아스                           | 5:08      |
| 3.  | 〈Masquerade〉                                                 | 하우                                             | 2:16      |
| 4.  | 〈Lift Me Up〉                                                 | 트레버 라빈, 크리스 스콰이어                     | 6:29      |
| 5.  | 〈Without Hope You Cannot Start the Day〉                      | 앤더슨, 엘리아스                                 | 5:16      |
| 6.  | 〈Saving My Heart〉                                            | 라빈                                             | 4:38      |
| 7.  | 〈Miracle of Life〉                                            | 라빈, 마크 만치나                                | 7:30      |
| 8.  | 〈Silent Talking〉                                             | 앤더슨, 하우, 릭 웨이크먼, 빌 브루포드, 엘리아스 | 3:57      |
| 9.  | 〈The More We Live – Let Go〉                                  | 스콰이어, 빌리 셔우드                            | 4:53      |
| 10. | 〈Angkor Wat〉                                                 | 앤더슨, 웨이크먼, 엘리아스                       | 5:23      |
| 11. | 〈Dangerous (Look in the Light of What You're Searching For)〉 | 앤더슨, 엘리아스                                 | 3:37      |
| 12. | 〈Holding On〉                                                 | 앤더슨, 엘리아스, 하우                           | 5:23      |
| 13. | 〈Evensong〉                                                   | 토니 레빈, 브루포드                              | 0:50      |
| 14. | 〈Take the Water to the Mountain〉                             | 앤더슨                                           | 3:11      |

## 인증
| 국가                       | 인증 | 판매량/출하량 |
| -------------------------- | ---- | ------------- |
| 미국 (RIAA)                | 골드 | 500,000^      |
| ^출하량을 기반으로 한 인증 |      |               |